# Prado de la Guzpeña
Prado de la Guzpeña is een gemeente in de Spaanse provincie León in de regio Castilië en León met een oppervlakte van 22,94 km². Prado de la Guzpeña telt 135 inwoners (1 januari 2016).

## Demografische ontwikkeling
Bron: INE, 1857-2011: volkstellingen